# خانه (فیلم ۱۹۵۸)
خانه (لهستانی: Dom) یک فیلم کوتاه لهستانی به کارگردانی والرین بروفچیک و یان لنیتسا است که در سال ۱۹۵۸ منتشر شد.
این فیلم صحنه‌های لایو اکشن را تکنیک‌های گوناگون پویانمایی نظیر استاپ‌موشن، کات اوت و پیکسیلیشن ترکیب کرده‌است.
این فیلم در سال ۱۹۵۹ میلادی، نامزد دریافت جایزهٔ بفتا در شاخهٔ «بهترین فیلم انیمیشن» بود، اما این جایزه به «ویولنیست» رسید.